# Sveučilište u Torinu
Sveučilište u Torinu (tal. Università degli Studi di Torino - UNITO) sveučilište je u talijanskom gradu Torinu.
Osnovano je 1404., na inicijativu Ludovica iz obitelji Savoja. Od 1427. do 1436. sveučilište se seli u obližnji Chieri i Savigliano. Zatvara se 1536., no trideset godina kasnije Emanuele Filiberto ga ponovno otvara. Modernizira se po uzoru na Sveučilište u Bologni.
Zahvaljujući reformama Vittoria Amedea II, sveučilište u Torinu postaje uzor drugim sveučilištima. Tijekom 18. stoljeća dolazi do razvoja, te se otvaraju novi odsjeci. U 20. stoljeću Sveučilište u Torinu bilo je jedan od centara antifašizma. Nakon rata provedene su mnoge promjene i broj studenata se znatno uvećao.
Danas sveučilište broji oko 70.000 studenata, oko 4000 članova akademskog, tehničkog i administrativnog osoblja te oko 1800 studenata na doktorskim studijima. Sastoji se od 120 zgrada, te je jedno od većih u Italiji. Sveučilišne knjižnice broje oko 2 milijuna knjiga.

## Fakulteti
Sveučilište je podijeljeno na 55 dijelova, koji se nalaze unutar 12 fakulteta:
- Agronomski fakultet  Arhivirana inačica izvorne stranice od 9. lipnja 2006. (Wayback Machine)
- Ekonomski fakultet  Arhivirana inačica izvorne stranice od 24. veljače 2008. (Wayback Machine)
- Fakultet za odgoj i obrazovanje  Arhivirana inačica izvorne stranice od 7. studenoga 2006. (Wayback Machine)
- Fakultet za strane jezike i literaturu  Arhivirana inačica izvorne stranice od 10. svibnja 2016. (Wayback Machine)
- Pravni fakultet  Arhivirana inačica izvorne stranice od 22. kolovoza 2023. (Wayback Machine)
- Filozofski fakultet  Arhivirana inačica izvorne stranice od 22. rujna 2008. (Wayback Machine)
- Fakultet za matematiku, fiziku i priodne znanosti   Arhivirana inačica izvorne stranice od 14. listopada 2006. (Wayback Machine)
- Fakultet za medicinu i kirurgiju
- Farmaceutski fakultet  Arhivirana inačica izvorne stranice od 24. veljače 2009. (Wayback Machine)
- Fakultet političkih znanosti  Arhivirana inačica izvorne stranice od 18. listopada 2006. (Wayback Machine)
- Fakultet za psihologiju  Arhivirana inačica izvorne stranice od 8. veljače 2010. (Wayback Machine)
- [neaktivna poveznica]

## Vanjske poveznice
- Službena stranica (tal.) (engl.)